# Kneriidae
Gli Kneriidae sono una famiglia di pesci ossei d'acqua dolce appartenenti all'ordine Gonorynchiformes.

## Distribuzione e habitat
La famiglia è endemica delle acque dolci della parte tropicale dell'Africa compreso il Nilo.

## Descrizione
Sono pesci di piccole dimensioni (in genere inferiori a 15 cm). La bocca si apre in posizione leggermente inferiore, la mascella superiore può allungarsi. La linea laterale e la scaglie sono presenti solo in alcune specie.

## Specie
- Genere Cromeria
  - Cromeria nilotica
  - Cromeria occidentalis
- Genere Grasseichthys
  - Grasseichthys gabonensis
- Genere Kneria
  - Kneria angolensis
  - Kneria ansorgii
  - Kneria auriculata
  - Kneria katangae
  - Kneria maydelli
  - Kneria paucisquamata
  - Kneria polli
  - Kneria ruaha
  - Kneria rukwaensis
  - Kneria sjolandersi
  - Kneria stappersii
  - Kneria uluguru
  - Kneria wittei
- Genere Parakneria
  - Parakneria abbreviata
  - Parakneria cameronensis
  - Parakneria damasi
  - Parakneria fortuita
  - Parakneria kissi
  - Parakneria ladigesi
  - Parakneria lufirae
  - Parakneria malaissei
  - Parakneria marmorata
  - Parakneria mossambica
  - Parakneria spekii
  - Parakneria tanzaniae
  - Parakneria thysi
  - Parakneria vilhenae[2]